# Erythrophleum suaveolens
Erythrophleum suaveolens är en ärtväxtart som först beskrevs av Jean Baptiste Antoine Guillemin och Perr., och fick sitt nu gällande namn av John Patrick Micklethwait Brenan. Erythrophleum suaveolens ingår i släktet Erythrophleum och familjen ärtväxter. Inga underarter finns listade i Catalogue of Life.